# Pilarisation
La pilarisation (du néerlandais « verzuiling ») fait référence à un système dans lequel l'organisation sociale, politique et philosophique s'articule essentiellement selon une opposition religieuse (laïcisme, protestantisme, catholicisme) et une opposition politique (libéralisme politique, socialisme). Un tel système existe en Belgique et aux Pays-Bas, où cette organisation trouve son origine. Les sociétés d’Irlande du Nord, d’Autriche, de Malte ou d’Israël connaissent également des systèmes proches.
Les piliers ne sont pas clairement définis ni fixés, chacun s'organisant selon ses usages — en matière de mariage par exemple — mais adhérant par-dessus ces particularismes aux valeurs communes de la Nation. Cette organisation est aujourd'hui moins active que dans le passé, mais a laissé ses traces.

## Définition
Un sous-groupe de population peut être identifié comme un pilier s’il se compose (a) d’une grande partie de la population (b) qui est soudée ensemble par une sous-culture omniprésente (c) et par un réseau d’organisations fonctionnellement différenciées, (d) y compris un parti politique.

## En Belgique

### Origines de la pilarisation en Belgique
Historiquement, la Belgique (comme les Pays-Bas) est un pays où les grandes questions de société ont généralement été réglées par des compromis, explicites ou non, entre des groupes issus des tendances philosophiques présentes dans le pays, contrairement à un pays comme la France. Jusqu’au milieu du XIXe siècle, deux tendances philosophiques issues des conflits qui ont opposé dès le Moyen Âge noblesse catholique (plutôt conservatrice) et bourgeoisie laïque (plutôt progressiste), ont animé la vie sociale et politique du pays. Le mouvement socialiste s’est différencié de la tendance bourgeoise libérale à partir des années 1880 et de la question sociale. Se sont alors constitués des ensembles d’associations, sociologiquement dénommées piliers, pour répondre aux aspirations non plus de l’élite du début du siècle mais de l’ensemble de la population : hôpitaux, partis politiques, syndicats, mouvements de jeunesse, presse, associations sportives et culturelles , mutualités, écoles puis universités.
L’importance de ces mouvements et leur proximité du pouvoir politique leur a notamment permis de gagner au cours de l’histoire une intégration au sein des structures étatiques (exemple : les syndicats en Belgique peuvent distribuer les allocations de chômage, le secteur maladie de la sécurité sociale est laissé aux mutualité, etc).
Il était ainsi possible pour un citoyen d’évoluer quasi exclusivement au sein du milieu social et institutionnel lié à l’un des piliers, et ce indépendamment de son niveau social.

### La structuration en trois grand piliers
Trois grands piliers peuvent être identifiés, issus des grandes questions sociales et politiques qui ont animé l’histoire de la Belgique :
- le pilier chrétien
- le monde laïc, surtout actif dans l'enseignement universitaire et les cercles philosophiques, mais divisé pour les autres secteurs en deux :
  - le pilier socialiste
  - le pilier libéral

Initialement unitaires, ces piliers ont subi la communautarisation du pays après la seconde guerre mondiale, avec l'émergence de structures distinctes au nord et au sud du pays dans de nombreux secteurs, à commencer par les partis politiques.
À titre d’exemple, il a historiquement existé en Belgique six universités complètes, distinguées par trois natures différentes et deux régimes linguistiques : catholiques (UCL francophone et KUL flamande), proches du libre examen (ULB francophone et VUB flamande) et universités d’État (ULg francophone et RUG flamande).
D’autres institutions ont été créées, des regroupements ont été opérés depuis les années 1990, et ces distinctions historiques ont tendance à perdre en importance (f. ci-dessous).
Quelques exemples typiques de pilarisation dans le contexte belge :
|                                            | Catholiques                                                                                            | Catholiques                                                               | Socialistes | Socialistes                                                                                         | Libéraux | Libéraux |
| Néerlandophones                            | Francophones                                                                                           | Néerlandophones                                                           | Francophones | Néerlandophones                                                                                     | Francophones | |
| ------------------------------------------ | --- | ------------------------------------------------------------------------- | --- | --------------------------------------------------------------------------------------------------- | --- | --- |
| Partis politiques avant 1945               | Parti catholique                                                                                       | Parti catholique                                                          | Parti ouvrier belge | Parti ouvrier belge                                                                                 | Parti de la Liberté et du Progrès                                                                                                 | Parti de la Liberté et du Progrès                                                                                            |
| Partis politiques entre 1945 et 1970       | Parti Social Chrétien                                                                                  | Parti Social Chrétien                                                     | Parti Socialiste Belge | Parti Socialiste Belge                                                                              | Parti de la Liberté et du Progrès                                                                                                 | Parti de la Liberté et du Progrès                                                                                            |
| Partis politiques entre 1970 et 1995       | CVP | PSC                                                                       | SP | PS                                                                                                  | PVV | PRL |
| Partis politiques après entre 1995 et 2024 | CD&V                                                                                                   | cdH, CDF                                                                  | SP.a | PS                                                                                                  | VLD | MR |
| Partis politiques en 2024                  | CD&V                                                                                                   | Les Engagés                                                               | Vooruit | PS                                                                                                  | Open VLD | MR |
| Centre d'études                            | CEDER                                                                                                  | CEPESS                                                                    | | Institut Emile Vandervelde                                                                          | | Centre Jean Gol |
| coupole syndicale                          | ACV, Kristelijke Arbeidersjongeren                                                                     | CSC, Jeunesse ouvrière chrétienne                                         | ABVV | FGTB                                                                                                | ACLVB | CGSLB |
| monde agricole                             | Boerenbond                                                                                             | Alliance agricole belge (apparentée au Boerenbond)(disparue)              | Unions Professionnelles Agricoles (UPA) et Jeunes Alliances Paysannes (JAP), officiellement neutres                                                     | Unions Professionnelles Agricoles (UPA) et Jeunes Alliances Paysannes (JAP), officiellement neutres | Unions Professionnelles Agricoles (UPA) et Jeunes Alliances Paysannes (JAP), officiellement neutres                               | Unions Professionnelles Agricoles (UPA) et Jeunes Alliances Paysannes (JAP), officiellement neutres                          |
| Mutualité                                  | Mutualités Chrétiennes                                                                                 | Mutualités Chrétiennes                                                    | Solidaris | Solidaris                                                                                           | Mutualité Libérale | Mutualité Libérale |
| Presse quotidienne                         | De Standaard (journal de référence), Het Nieuwsblad (tabloïd) De Gentenaar (nl) (informations locales) | La Libre Belgique (journal de référence), L'Avenir (informations locales) | De Morgen (journal de référence), Gazet van Antwerpen (informations locales) Het Belang van Limburg (informations locales) Bruzz (informations locales) | Le Peuple (avant 1998), Le Matin (disparu)                                                          | Het Laatste Nieuws (journal de référence), De Tijd (information économique) Krant van West-Vlaanderen (nl) (informations locales) | Le Soir (journal de référence), L'Écho (information économique), La Dernière Heure (tabloïd), Sudinfo (informations locales) |
| Presse littéraire                          | Dietsche Warande en Belfort                                                                            | Éditions Desclée de Brouwer                                               | Nieuw Vlaams Tijdschrift, Nieuw Wereldtijdschrift (disparus)                                                                                            | Éditions Labor                                                                                      | De Vlaamse Gids (disparu) | ? |
| Presse éducative et pour enfants           | Editions Averbode                                                                                      | Editions Averbode                                                         | | | | |
| Associations culturelles                   | Davidsfonds                                                                                            | Mouvement ouvrier chrétien                                                | Vermeylenfonds | Présence&Action Culturelles                                                                         | Willemsfonds | sans |
| Mouvements de jeunesse                     | Scouts en Gidsen Vlaanderen, Chiro, KSA, KLJ, KAJ                                                      | Scouts Catholiques, Patro, Guides catholiques de Belgique                 | Rode Valken | Faucons Rouges                                                                                      | FOS Open Scouting (en) | Scouts et Guides Pluralistes de Belgique                                                                                     |
| Associations sportives                     | Sporta                                                                                                 |                                                                           | | | | |
| Classes moyennes                           | UNIZO                                                                                                  | UCM                                                                       | | Association de Défense des Consomateurs                                                             | LVZ (nl) | |
| Association féminine                       | FEMMA                                                                                                  | Vie Féminine                                                              | Zij-kant | Femmes Prévoyantes Socialistes                                                                      | Liberale Vrouwen | |
| Solidarité internationale                  | Caritas                                                                                                | Caritas                                                                   | FOS Socialistische Solidariteit | Solidarité Socialiste                                                                               | BIS | MIS |
| Écoles                                     | Écoles catholiques (KOV)                                                                               | Écoles catholiques (SEGEC)                                                | Écoles publiques | Écoles publiques et parfois écoles libres non confessionnelles                                      | Écoles publiques et écoles libres non confessionnelles                                                                            | Écoles publiques et écoles libres non confessionnelles                                                                       |
| Universités                                | Katholieke Universiteit Leuven                                                                         | Université catholique de Louvain et Université de Namur                   | Université de Gand | Université libre de Bruxelles et Université de Liège                                                | Vrije Universiteit Brussel | Université libre de Bruxelles                                                                                                |
| Banques                                    | KBC | CBC                                                                       | BNP Paribas Fortis (en tant que repreneur de la B-Post Bank)                                                                                            | BNP Paribas Fortis (en tant que repreneur de la B-Post Bank)                                        | Generale Maatschappij van België                                                                                                  | Société Générale de Belgique                                                                                                 |

Selon les questions politiques posées, ces trois tendances politiques se sont par ailleurs régulièrement constituées en deux blocs, variant selon les problématiques : centre-gauche face à la droite, centre droit face à la gauche, laïques face aux religieux. Les majorités et oppositions politiques en Belgique restent souvent animées selon ces distinctions. Le gouvernement fédéral 1999-2004 par exemple, dit « arc-en-ciel », comprenait une majorité laïque libérale-socialiste-écologiste, avec les sociaux-chrétiens centristes dans l’opposition. L’action politique de ce gouvernement a peu porté sur des questions gauche-droite, mais a par exemple vu l’adoption du mariage homosexuel, inimaginable à l’époque dans une majorité qui aurait compris un parti politique social-chrétien.
Les coalitions gouvernementales en Belgique sont généralement qualifiées selon les piliers qui les composent, et les couleurs associées à leur confession politique :
- Coalition arc-en-ciel (libéraux, socialistes et écologistes, laïques)
- Coalition rouge-romaine (socialistes et sociaux-chrétiens)
- Coalition violette (libéraux et socialistes, laïques)
- Coalition orange-bleue (libéraux et sociaux-chrétiens)
- Coalition lilas, papillon ou  coalition arménienne (libéraux, socialistes et sociaux-chrétiens)
- Coalition jamaïcaine (libéraux, sociaux-chrétiens, écologistes)
- Coalition turquoise (libéraux, écologistes)

| Nom           | Chrétiens | Chrétiens | Libéraux | Libéraux | Socialistes | Socialistes | Ecologistes | Ecologistes | Exemple      | Exemple           |
| Nom           | Chrétiens | Chrétiens | Libéraux | Libéraux | Socialistes | Socialistes | Ecologistes | Ecologistes | Fédéral      | Régional          |
| ------------- | --------- | --------- | -------- | -------- | ----------- | ----------- | ----------- | ----------- | ------------ | ----------------- |
| Nom           | CD&V      | cdH       | Open VLD | MR       | sp.a        | PS          | Groen       | Ecolo       |              |                   |
| Orange-Bleue  |           |           |          |          |             |             |             |             | Maertens VII |                   |
| Rouge-Romaine |           |           |          |          |             |             |             |             | Dehaene II   | Van Den Brande IV |
| Violette      |           |           |          |          |             |             |             |             |              |                   |
| Lilas         |           |           |          |          |             |             |             |             | Di Rupo      |                   |
| Jamaïcaine    |           |           |          |          |             |             |             |             |              |                   |
| Turquoise     |           |           |          |          |             |             |             |             |              |                   |
| Arc en ciel   |           |           |          |          |             |             |             |             | Verhofstad I | Di Rupo III       |
| Vivaldi       |           |           |          |          |             |             |             |             | De Croo      |                   |

### La dépilarisation en Belgique
Cette organisation sous forme de « piliers » s’est cependant fortement atténuée à la suite du phénomène de « dépilarisation » et de dépolitisation de la société. Depuis les années 1970, dans tous les secteurs touchés de loin ou de près par la pilarisation, le décloisonnement idéologique s’engage, c'est particulièrement au sud du pays que les liens exclusifs entre partis politiques et associations de terrain se détendent (notamment dans le pilier chrétien, où la coexistence d'une aile gauche et d'une aile droite favorise les tensions internes et au sein duquel on constate une distanciation actée entre le MOC et le PSC en 1972).
Dans le même ordre d’idées, les composantes des piliers se professionnalisent. Leur action sociale est institutionnalisée au fil du développement de la sécurité sociale en Belgique (vers un modèle d'état providence) dans la seconde moitié du XXe siècle. Si l'enseignement, les syndicats et les mutualités restent cependant largement organisés en fonction de ces « piliers », l'orientation philosophique n'est plus déterminante pour les rejoindre. Ainsi, on s'affiliera par exemple au syndicat dont la délégation mène des combats proches de ses préoccupations, ou l'on choisira l'établissement scolaire de ses enfants sur la base de la réputation de ce dernier, de son offre de formation ou de sa proximité. Dans le même ordre d'idées, les corps intermédiaires et les organisations de la société civiles historiquement apparentées à un pilier n'entretiennent avec le « traditionnel parti-relai » des liens qui ne sont plus que très rarement exclusifs.
C'est d'autant plus vrai au niveau local, où la survie de certaines structures sociales en perte de vitesse (sociétés de musiques, mouvements de jeunesse, club sportif...) passe par la fusion d'organisations similaires issues des différents piliers, alors que les nouvelles associations sont très rarement connotées philosophiquement.
Il est intéressant de noter que les tendances philosophiques apparues en Belgique fin du XXe siècle (écologisme, nationalisme flamand, islam) se sont accompagnés de l'apparition d'associations apparentées, mais ces "nouveaux" piliers ont un développement nettement plus limité que ceux de leurs prédécesseurs, se focalisant sur le cœur idéologique de leur obédience (respectivement la mobilité, l'agriculture et l'environnement; la culture et l'action sociale; la spiritualité, la culture et l'action sociale également).
Par ailleurs, l’abandon par les démocrates chrétiens de la référence chrétienne pour l’appellation du Centre démocrate humaniste a directement contribué à la création d’un nouveau parti gardant cette référence, les Chrétiens démocrates francophones. La référence nouvelle à l’humanisme est par ailleurs quelque peu incongrue dans le contexte de la pilarisation, renvoyant a priori au pilier libéral laïque.
La question des langues en Belgique peut aussi être envisagée sous l’angle de la pilarisation, en particulier à Bruxelles-Capitale, où les deux communautés néerlandophone et francophone sont géographiquement mélangées.

## Aux Pays-Bas
Sous une autre forme, la pilarisation existe aussi aux Pays-Bas depuis la moitié du XIXe siècle, même si le terme verzuiling est de création plus récente. La société est séparée en divers groupes de population qui développent leurs activités socio-culturelles et politiques chacun de leur côté ; chaque citoyen relève d'un des groupes pour l'ensemble des aspects de sa vie. La création de ces groupes est liée à l'émancipation de différentes communautés sous-développées autour d'un aspect socio-culturel commun. La communauté catholique, qui n'a accès ni au pouvoir politique ni à la fonction publique, est l'un des premiers piliers créés.
À la fin du XIXe siècle, le pasteur Abraham Kuyper crée l'église orthodoxe protestante, s'émancipant de l'église réformée néerlandaise ; la nouvelle église rassemble les classes sociales défavorisées, alors que l'officielle comprend les classes moyennes et les bourgeois libéraux. Kuyper instaure donc un nouveau pilier, qui comprend notamment un parti politique anti-révolutionnaire, un syndicat, un journal, des écoles et une université libre à Amsterdam. Une première lutte s'engage entre les libéraux et une coalition catholico-protestante lors de la guerre scolaire, débouchant en 1917 sur une liberté d'éducation institutionnalisant l'enseignement des écoles confessionnelles.
Au début du XXIe siècle, la pilarisation de la société néerlandaise a quasiment disparu, excepté dans les domaines de l'éducation et de la diffusion audio-visuelle. Les principaux partis catholiques et protestants se sont regroupés pour former un parti chrétien-démocrate uni, le CDA.
La table suivante présente les principales institutions classées par pilier : 
|                                           | Protestants | Catholiques                                              | Sociaux-démocrates                                 | Libéraux |
| ----------------------------------------- | --- | -------------------------------------------------------- | -------------------------------------------------- | --- |
| Partis politiques avant 1945              | ARP (Parti anti-révolutionnaire) (gereformeerd) ; CHU (Union chrétienne historique) (hervormd)                                  | RKSP (Parti d’État catholique-romain)                    | SDAP (Parti social-démocrate des travailleurs)     | VDB (Alliance démocratique de libre pensée) (libéraux progressistes) ; LSP (Parti d’État libéral) (libéraux conservateurs) |
| Partis politiques après 1945              | ARP et CHU | KVP (Parti catholique du peuple)                         | PvdA (Parti du Travail)                            | VVD (Parti populaire pour la liberté et la démocratie)                                                                     |
| Médias publics radio-télévisés avant 2014 | NCRV (Association néerlandaise chrétienne de radiophonie) ; VPRO (Organisation libérale-protestante de diffusion radiophonique) | KRO (Organisation catholique de diffusion radiophonique) | VARA (Association des travailleurs radio-amateurs) | AVRO (Organisation générale unitaire de diffusion radiophonique)                                                           |
| Médias publics radio-télévisés après 2014 | VPRO | KRO-NCRV                                                 | BNNVARA                                            | AVROTROS |
| Syndicats de travailleurs                 | CNV (Syndicat chrétien national)                                                                                                | NKV (Syndicat catholique néerlandais)                    | NVV (Alliance néerlandaise des syndicats)          | ANWV (Syndicats généraux néerlandais de travailleurs)                                                                      |
| Associations d’employeurs                 | PCW | NKW                                                      | aucun                                              | VNO |
| Journaux                                  | Trouw (Fidélité) | de Volkskrant (Le Journal du Peuple)                     | Het Vrije Volk (Le Peuple Libre)                   | NRC Handelsblad |
| Écoles                                    | Écoles protestantes | Écoles catholiques romaines                              | Écoles libres, écoles publiques                    | Écoles publiques |
| Universités                               | Universités libres | Universités catholiques                                  | Universités d’État                                 | Universités d’État |
| Hôpitaux                                  | Croix verte/orange | Croix blanche/jaune                                      | Croix verte                                        | Croix verte |
| Loisirs (exemples)                        | Football du samedi | Football du dimanche                                     | Danse folklorique                                  | Écoles de danse |

## Autres pays
Bien que la notion ait été conceptualisée en Belgique et Pays-Bas, le phénomène se rencontre également dans l'organisation sociale et politique d'autres pays ou entités politiques, notamment :
- Autriche (piliers social-démocrate et catholique - voir Proporz)
- Arabes irakiens (piliers chiite et sunnite)
- Colombie
- Écosse
- Espagne
- Inde
- Irlande du Nord (piliers unioniste et catholique)
- Israël
- Italie (piliers catholique, communiste et socialiste).[réf. nécessaire])
- Liban (en sus du confessionnalisme)
- Malte (piliers pro-italien et auto-déterministe)
- Nigéria
- États issus de l'ex-Yougoslavie

### Sources
- Christophe de Voogd, Histoire des Pays-Bas des origines à nos jours, Fayard, Paris, 2004